# Enoch Kofi Adu
Enoch Kofi Adu (ur. 14 września 1990 w Kumasi) – ghański piłkarz występujący na pozycji pomocnika w szwedzkim klubie AIK Fotboll. 

## Kariera klubowa
Adu karierę rozpoczynał w zespole Liberty Professionals. W 2008 przeszedł do francuskiego klubu OGC Nice. W Ligue 1 zadebiutował 27 lutego 2010 w przegranym 0:2 pojedynku z Olympique Lyon. Było to jednocześnie jedyne spotkanie rozegrane przez niego barwach OGC Nice.
W połowie 2010 Adu odszedł do duńskiego zespołu FC Nordsjælland. W Superligaen zadebiutował 1 sierpnia 2010 w wygranym 2:0 pojedynku z Randers FC. W 2011 zdobył z zespołem Puchar Danii, a w 2012 mistrzostwo Danii.
W sezonie 2013/2014 Adu był zawodnikiem Club Brugge, z którego był też wypożyczony do Stabæk Fotball. W 2014 przeszedł do Malmö FF. W 2017 grał w tureckim klubie Akhisar Belediyespor, a w 2018 przeszedł do AIK Fotboll.

## Kariera reprezentacyjna
W 2007 Adu wziął udział w Mistrzostwach Świata U-17. Zagrał na nich we wszystkich sześciu meczach swojej drużyny, która zakończyła turniej na 4. miejscu.